# خوانما اورتیز
خوانما اورتیز (انگلیسی: Juanma Ortiz؛ زادهٔ ۱ مارس ۱۹۸۲) بازیکن فوتبال اهل اسپانیا است که عمدتا در پست هافبک راست بازی می‌کند. بعد از شروع کار در اتلتیکو مادرید، او بیشتر دوران حرفه‌ای خود را در آلمریا گذراند و در ۱۵۱ بازی رسمی در دو دوره با ۱۶ گل زده، حضور یافت.